# Konrad zer Sunnen
Konrad zer Sunnen (erstmals erwähnt 1355; † zwischen 1396 und 1398) war ein Basler Politiker.
Konrad zer Sunnen (zur Sonnen) sass ab 1362 als Vertreter der Achtburger im Rat von Basel und bekleidete 1373 und 1396 das Amt des Oberstzunftmeisters. Die geschwächte Stellung des Adels nach der Schlacht bei Sempach ermöglichte 1387 seine Wahl zum Bürgermeister. Er führte im Auftrag der Stadt Basel verschiedene Gesandtschaften aus, so im Rahmen der Friedensbemühungen der Stadt im Vorfeld der Schlacht bei Sempach.